# Беррио-Очоа, Валентин Фаустино
Валенти́н Фавсти́н де Бе́ррио-Очо́а и Ари́сти (исп. Valentín Faustino de Berrio-Ochoa y Aristi; 14 февраля 1827, Arriola Palace, Элоррио, Испания — 1 ноября 1861, Хайзыонг) — католический святой, мученик, миссионер, член монашеского ордена доминиканцев, епископ апостольского викариата Центрального Тонкина.

## Биография
Валентин Фаустино де Беррио-Очоа и Аристи родился в бедной семье 14 февраля 1827 года в городе Элоррио, Испания. С раннего детства прислуживал в церкви у доминиканцев и мечтал стать монахом. Помогая отцу в столярном деле, Валентин Фаустино изучал латинский язык у монахов. В возрасте 18 лет поступил в семинарию в Логроньо. 14 июня 1851 года был рукоположён в священника, после чего в течение двух лет работал в семинарии. 12 ноября 1853 года Валентин Фаустино вступил в монашеский орден доминиканцев. Через некоторое время его отправили на миссию в Манилу. 17 июня 1857 года прибыл в Манилу и оттуда вскоре отбыл во Вьетнам.
Во время гонений на христиан во Вьетнаме Валентин Фаустино де Беррио-Очоа и Аристи скрывался у местных христиан. Епископ апостольского викариата Центрального Тонкина Хосе Мельхор Гарсия-Сампедро-Суарес, опасаясь своего ареста, назначил Валентина Фаустино де Баррио-Очоа и Аристи своим преемником. 28 декабря 1857 года Святой Престол назначил Валентина Фаустино де Баррио-Очоа и Аристи титулярным епископом Центурии и вспомогательным епископом апостольского викариата Центрального Тонкина. 27 июня 1858 года состоялось рукоположение Валентина Фаустино де Баррио-Очоа и Аристи в епископа, которое совершил в подпольных условиях епископ Хосе Мельхор Гарсия-Сампедро-Суарес. На мессе рукоположения сослужил священник Мануэль Игнасио Рианьо.
28 июля 1858 года после мученической смерти епископа Хосе Мельхора Гарсия-Сампедро-Суареса Фаустино де Баррио-Очоа и Аристи был назначен Святым Престолом епископом апостольского викариата Центрального Тонкина.
25 октября 1861 года Фаустино де Баррио-Очоа и Аристи был арестован. 1 ноября 1861 года он был казнён вместе с епископом апостольского викариата Восточного Тонкина Херонимо Хермосилья и священником Педро Хосе Альмато-и-Рибера Ауросом.

## Прославление
29 мая 1906 года папа Пий X причислил Валентина Фаустино де Беррио-Очоа и Аристи к лику блаженных и 19 июня 1988 года папа Иоанн Павел II причислил его к лику святых в составе группы 117 вьетнамских мучеников.
День памяти в католической церкви — 24 ноября.